# Филаделфия Юниън
Филаделфия Юниън е американски професионален футболен клуб, състезаващ се в Мейджър Лийг Сокър (MLS). Основан е през 2008 г.
Името на клуба е дадено в чест на съюза между 13-те американски щата в избирането на Филаделфия за първата столица на страната през 1790 г. Прозвището „зулусите“ е свързано с игра на думи с името на първия собственик на тима – компанията ZOLO. Основната групировка на феновете.